# Matt Barr
Matthew Jerome Barr (Allen, 14 de febrero de 1984) es un actor estadounidense. Está listo para protagonizar a Danny McNamara en la próxima serie de televisión de acción y aventuras Blood & Treasure (2019). También es conocido por sus papeles como Johnse Hatfield en Hatfields & McCoys con Kevin Costner, Mike Fleming en Commander in Chief, Ian Banks en One Tree Hill, Christopher Sullivan en la serie de misterio-horror Harper's Island y Dan Patch en The CW's Hellcats serie.

## Primeros años
Matthew Jerome Barr nació el 14 de febrero de 1984 en Allen, Texas, un suburbio de Dallas. Él es el hijo de Mike Barr, exentrenador de fútbol en la Universidad de Purdue y la Universidad Metodista del Sur, que ahora está en el negocio de bienes raíces, y DeDe Barr, un retratista. Barr tiene un hermano menor, Luke, y su hermana, Sara. Cuando Barr estaba en cuarto grado, su familia se mudó a Fairview, Texas, otro suburbio de Dallas.
Barr participó activamente en el programa de teatro de Allen High School y desempeñó un papel importante en muchas obras de teatro escolares y producciones de teatro musical. Esto incluyó el papel de Tommy en The Music Man, de Meredith Willson, y un bufón de la corte en la cena de madrigal de la escuela. Mientras estaba en el último año de la escuela secundaria, Barr se enteró de que Richard Linklater estaba planeando una película sobre fútbol en Austin, Friday Night Lights. Hizo una audición para un papel. Aunque esta película terminó en suspenso por otros dos años y Linklater fue reemplazado por Peter Berg como director, Barr hizo algunas impresiones favorables. La productora Ann Walker Mclay, Linklater, y el colaborador y director Clark Lee Walker le ofrecieron el papel principal en su película Levelland, que se rodó en Austin a fines de la primavera y principios del verano de 2002.
Medio año después de que terminara el rodaje de Levelland, en enero de 2003, Barr se mudó a Los Ángeles, donde su primer trabajo como actor fue una escena en el programa de televisión ER.

## Carrera
Algunos de los roles de Barr incluyen interpretar a Ian Banks, la acosadora de Peyton Sawyer (interpretada por Hilarie Burton) en One Tree Hill. Barr también ha interpretado papeles invitados y recurrentes en la popular serie de televisión ER, Bones, The O.C. y el comandante en jefe. Protagonizó a David Stanley en la película en DVD Protecting the King como el hermanastro más joven de Elvis Presley.
Barr apareció en la película de 2008 The House Bunny como Tyler, uno de los estudiantes de la universidad.
Interpretó a David "Puck" Rainey, uno de los exalumnos de The Real World: San Francisco, en la película biográfica de Nick Oceano de 2008 sobre la vida del educador del sida Pedro Zamora, de Nick Oceano. En 2009, Barr coprotagonizó en la miniserie de terror / horror Harper's Island como Christopher "Sully" Sullivan. Entre 2009 y 2010 participó en varias series de televisión, como Castle, Trauma, Friday Night Lights y CSI: Crime Scene Investigation.
Barr fue elegido como un jugador habitual de la serie CW Hellcats, jugando Dan Patch, en 2010. La serie se estrenó el 8 de septiembre de 2010. Sin embargo, después de una temporada, la serie fue cancelada. Tuvo un papel como Billy "The Kid" Rhodes en la serie de la Red de EE. UU. Necesaria aspereza en 2011. En 2012, Barr asumió un papel de liderazgo, protagonizando la miniserie de Kevin Costner, Hatfields & McCoys, para History Channel. Él interpretó a Johnse Hatfield, quien se enamoró de Roseanna McCoy. Barr se sintió atraído por esta parte debido al romance y la tragedia que rodea a la famosa pelea.
En 2014, Barr apareció en un papel recurrente en Sleepy Hollow como Nick Hawley en la temporada 2.

## Filmografía

### Películas
| Año  | Título                           | Rol                 | Notas                  |
| ---- | -------------------------------- | ------------------- | ---------------------- |
| 2003 | Levelland                        | Zach Stanley        |                        |
| 2005 | American Pie Presents: Band Camp | Brandon Vandecamp   | Directo a DVD          |
| 2006 | Jesse Stone: Death in Paradise   | Hooker Royce        | Película de televisión |
| 2007 | Ten Inch Hero                    | Brad                |                        |
| 2007 | Protecting the King              | David Stanley       |                        |
| 2008 | Open Your Eyes                   | Jesus               | Cortometraje           |
| 2008 | The House Bunny                  | Tyler               |                        |
| 2008 | Pedro                            | David "Puck" Rainey |                        |
| 2012 | Seven Below                      | Adam                |                        |
| 2013 | Parkland                         | Paul Mikkelson      |                        |
| 2016 | Undrafted                        | Anthony             |                        |
| 2017 | Wild Man                         | Zuber Driver        |                        |
| 2017 | The Layover                      | Ryan                |                        |

### Televisión
| Año         | Título                              | Rol                          | Notas                                          |
| ----------- | ----------------------------------- | ---------------------------- | ---------------------------------------------- |
| 2004        | ER                                  | Billy                        | Episodio: "Impulse Control"                    |
| 2004        | CSI: Miami                          | Cell phone bomber            | Episodio: "Not Landing"                        |
| 2005        | Medium                              | 17-year-old boy              | Episodio: "Pilot"                              |
| 2005        | American Dreams                     | Nick                         | Episodio: "California Dreamin"                 |
| 2005        | Over There                          | Cracker                      | Episodio: "Pilot"                              |
| 2005        | Head Cases                          | Will                         | Episodio: "Malpractice Makes Perfect"          |
| 2005        | Commander in Chief                  | Mike Fleming                 | 5 episodes                                     |
| 2006        | Bones                               | Logan Corman                 | Episodio: "The Woman in the Garden"            |
| 2006        | The O.C.                            | Wes Seyfried                 | Episodio: "The College Try"                    |
| 2006 – 2007 | One Tree Hill                       | Ian "Psycho Derek" Banks     | 7 episodios                                    |
| 2007        | CSI: NY                             | Thomas Brighton              | Episodio: "Some Buried Bones"                  |
| 2008        | Swingtown                           | Matt                         | Episodio: "Surprise!"                          |
| 2009        | Harper's Island                     | Christopher "Sully" Sullivan | Reparto principal; 13 episodios                |
| 2009        | Gossip Girl                         | Keith van der Woodsen        | Episodio: "Valley Girls"                       |
| 2009        | Castle                              | Travis McBoyd                | Episodio: "Inventing the Girl"                 |
| 2009        | The Big Bang Theory                 | Mike (sin acreditar)         | Episodio: "The Creepy Candy Coating Corollary" |
| 2009        | Trauma                              | Troy Carnahan                | 2 episodios                                    |
| 2010        | Friday Night Lights                 | Ryan Lowry                   | 2 episodios                                    |
| 2010        | CSI: Crime Scene Investigation      | Bellermine Quisk             | Episodio: "The Panty Sniffer"                  |
| 2010 – 2011 | Hellcats                            | Dan Patch                    | Reparto principal; 18 episodios                |
| 2011        | Necessary Roughness                 | Billy "The Kid" Rhodes       | Episodio: "Spinning Out"                       |
| 2012        | Hatfields & McCoys                  | Johnson "Johnse" Hatfield    | Miniserie; 3 episodios                         |
| 2013        | Romeo Killer: The Chris Porco Story | Christopher Porco            | Película de televisión                         |
| 2014 – 2015 | Sleepy Hollow                       | Nick Hawley                  | 9 episodios                                    |
| 2017–2018   | Valor                               | Capitán Leland Gallo         | Reparto principal                              |
| 2019        | Blood & Treasure                    | Danny McNamara               | Reparto principal                              |

### Web
| Año  | Título             | Rol  | Notas                          |
| ---- | ------------------ | ---- | ------------------------------ |
| 2009 | Sex Ed: The Series | Dean | Reparto principal; 6 episodios |